# Лоренцо Сонего
Лоренцо Сонего (італ. Lorenzo Sonego; вимова італ.: [loˈrɛntso ˈsɔːneɡo];   нар. 11 травня  1995 року) — італійський професійний тенісист. Сонего має високий рейтинг у світі кар'єри  ATP одиночного розряду №26, досягнутий 14 червня 2021 року.  Він має високий парний рейтинг ATP у парному розряді №132, який також досяг 12 квітня 2021 р.  Сонего дебютував у головному розіграші ATP в Інтернаціоналі BNL d'Italia 2016, де отримав вайлд-кард основного розіграшу.

## Раннє життя
Сонего народився в Турині, Італія. Він почав грати в теніс, коли йому було 11 років, підбадьорений батьком Джорджо та його тренером Гіпо Арбіно. Вболівальник італійського футбольного клубу «Торіно», він грав у молодіжній академії «Торіно» у віці від 6 до 13 років, перш ніж зосередитися на тенісі. 

## Кар'єра

### 2016–2017: Дебют у ATP Tour та перший титул Челленджера
Він дебютував у ATP Tour у травні 2016 року на Відкритому чемпіонаті Італії, де отримав вайлд-кард і програв проти Жоау Соузи у першому раунді.
17 жовтня 2017 року він виграв свій перший титул Челленджера, перемігши Тіма Пютца на чемпіонаті ATP Sparkassen 2017 року.

### 2018: Дебют Великого шолома
Сонего розпочав кар’єру у Великому шоломі з перемоги над Робіном Хаазе на Відкритому чемпіонаті Австралії 2018 року. Потім він був переможений у другому турі від Річардом Гаске.
Сонего увійшов до Вімблдону 2018 року як щасливий невдаха після поразки від Ернеста Гулбіса в третьому раунді кваліфікації. У першому раунді в прямих сетах він був переможений Тейлором Фріцем.

### 2019: Перший титул ATP, чвертьфінал Masters 1000
Сонего, відігравши кваліфікацію, вийшов у чвертьфінал Монте-Карло, засмутивши на шляху 8-ого носія Карена Хачанова. Він програв остаточно Душану Лайовичу в прямих сетах.
Сонего виграв свій перший титул ATP в турецькій Анталії в червні 2019 року, перемігши у фіналі серба Міоміра Кецмановича у трьох сетах.

### 2020: Четвертий тур Відкритого чемпіонату Франції, фінал ATP 500
Сонего зробив найкращий виступ у кар'єрі в 4-му турі на Відкритому чемпіонаті Франції 2020 року, перемігши Еміліо Гомеса, Олександра Бубліка та №27 Тейлора Фріца, а потім програв №12 Дієго Шварцману в прямих сетах. Його матч проти Фріца мав найтриваліший тай-брейк в історії Відкритого чемпіонату Франції в третьому сеті, закінчившись зрештою рахунком 19-17 на користь Сонего.
На відкритому Erste Bank Open 2020 року Сонего, як щасливчий невдаха, шокував №1 світу Новака Джокович в прямих сетах 6-2 6-1. Це була лише третя втрата Джоковича за рік. Сонего продовжив фінал події, але програв п’ятому насіннику Андрію Рубльову 4-6, 4-6.

### 2021: Дебют у топ-30, півфінал First Masters 1000, четвертий фінал ATP
На Sardegna Open 2021 року у квітні Сонего виграв як одиночний, так і парний титули. В результаті він досяг рейтингу в одиночному розряді в одиночному заліку №28 та в парному рейтингу № 132 12 квітня 2021 року.
У Римі Сонего отримав свою другу перемогу в топ-10 над Домініком Тімом, обігравши його в 3 сетах в матчі тривалістю понад 3 години. В результаті він пройшов свій другий чвертьфінал «Мастерса», де переміг 7-го насінника Андрія Рубльова, що є його третьою перемогою в топ-10. У півфіналі він знову зіткнувся зі світовим номером 1 та захисником чемпіона Новака Джоковича, але програв у 3 сетах.  На Відкритому чемпіонаті Франції Сонего програв у першому раунді Ллойду Харрісу в прямих сетах.
У червні він вийшов у свій четвертий фінал у своїй кар'єрі і другий у 2021 році на 2021 Eastbourne International. 

## Графіки виконання
(W) виграв; (F) фіналіст; (SF) півфіналіст; (QF) чвертьфіналіст; (#R) раунди 4, 3, 2, 1; (RR) круговий етап; (Q #) кваліфікаційний раунд; (P #) попередній раунд; (А) відсутній; (P) відкладено; (Z #) зональна група Davis / Fed Cup (із зазначенням номера) або плей-офф (PO); (G) золота, (F-S) срібна або (SF-B) бронзова олімпійська медаль; турнір зі зниженням рейтингу (NMS) Masters Series / 1000; (NH) не проводиться. SR = коефіцієнт страйку (перемоги / змагання)
Щоб уникнути плутанини та подвійного підрахунку, ці таблиці оновлюються в кінці турніру або після закінчення участі гравця.

### Одиночний розряд
Поточний після чемпіонат Вімблдону 2021 року.
| Турніри Великого шлему                 |      |      |      |      |      |       |       |       |        |       |       |
| Відкритий чемпіонат Австралії з тенісу | A    | A    | A    | A    | 2R   | Q3    | 1R    | 2R    | 0 / 3  | 2–3   | 40%   |
| Відкритий чемпіонат Франції з тенісу   | A    | A    | A    | A    | Q2   | 1R    | 4R    | 1R    | 0 / 3  | 3–3   | 50%   |
| Вімблдонський турнір                   | A    | A    | A    | A    | 1R   | 1R    | NH    | 4R    | 0 / 3  | 3–3   | 50%   |
| Відкритий чемпіонат США з тенісу       | A    | A    | A    | A    | 2R   | 2R    | 1R    |       | 0 / 3  | 2–3   | 40%   |
| Виграш–Програш                         | 0–0  | 0–0  | 0–0  | 0–0  | 2–3  | 1–3   | 3–3   | 3–3   | 0 / 12 | 9–12  | 43%   |
| ATP Tour Masters 1000                  |      |      |      |      |      |       |       |       |        |       |       |
| Мастерс Індіан-Веллс                   | A    | A    | A    | A    | A    | A     | NH    |       | 0 / 0  | 0–0   | –     |
| Відкритий чемпіонат Маямі з тенісу     | A    | A    | A    | A    | A    | 2R    | NH    | 4R    | 0 / 2  | 3–2   | 60%   |
| Мастерс Монте-Карло                    | A    | A    | A    | A    | Q1   | QF    | NH    | 2R    | 0 / 2  | 4–2   | 67%   |
| Мастерс Мадрид                         | A    | A    | A    | A    | A    | A     | NH    | A     | 0 / 0  | 0–0   | –     |
| Мастерс Рим                            | A    | A    | 1R   | Q1   | 2R   | 1R    | 2R    | SF    | 0 / 5  | 6–5   | 55%   |
| Canadian Open                          | A    | A    | A    | A    | A    | A     | NH    |       | 0 / 0  | 0–0   | –     |
| Мастерс Цинциннаті                     | A    | A    | A    | A    | A    | 1R    | 1R    |       | 0 / 2  | 0–2   | 0%    |
| Shanghai Masters                       | A    | A    | A    | A    | A    | 1R    | NH    |       | 0 / 1  | 0–1   | 0%    |
| Paris Masters                          | A    | A    | A    | A    | A    | Q1    | 2R    |       | 0 / 1  | 1–1   | 50%   |
| Виграш–Програш                         | 0–0  | 0–0  | 0–1  | 0–0  | 1–1  | 4–5   | 2–3   | 7–3   | 0 / 13 | 14–13 | 52%   |
| Статистика кар'єри                     |      |      |      |      |      |       |       |       |        |       |       |
|                                        | 2014 | 2015 | 2016 | 2017 | 2018 | 2019  | 2020  | 2021  | Успіх  | Успіх | Успіх |
| Турніри                                | 0    | 0    | 1    | 0    | 6    | 24    | 14    | 14    | 59     | 59    | 59    |
| Титули                                 | 0    | 0    | 0    | 0    | 0    | 1     | 0     | 1     | 2      | 2     | 2     |
| Фінали                                 | 0    | 0    | 0    | 0    | 0    | 1     | 1     | 1     | 3      | 3     | 3     |
| Загалом Виграш–Програш                 | 0–0  | 0–0  | 0–1  | 0–0  | 5–6  | 20–23 | 12–14 | 17–13 | 54–57  | 54–57 | 54–57 |
| Перемога (%)                           | –    | –    | 0%   | –    | 45%  | 47%   | 46%   | 57%   | 49%    | 49%   | 49%   |
| Рейтинг на кінець року                 | 812  | 370  | 300  | 212  | 107  | 52    | 33    |       |        |       |       |

## Фінали турнірів ATP

### Одиночний розряд: 6 (4 титули, 2 поразки)
| Легенда                      |
| ---------------------------- |
| Grand Slam Tournaments (0–0) |
| ATP Фінали (0–0)             |
| ATP Masters 1000 (0–0)       |
| ATP 500 (0–1)                |
| ATP 250 (4–1)                |

| Фінали за покриттям |
| ------------------- |
| Тверде (2–1)        |
| Ґрунт (1–0)         |
| Трава (1–1)         |

| Фінали за умовами |
| ----------------- |
| Під небом (3–1)   |
| У залі (1–1)      |

| Результат | В-П | Дата     | Турнір                                    | Tier    | Покриття   | Опонент           | Рахунок                 |
| --------- | --- | -------- | ----------------------------------------- | ------- | ---------- | ----------------- | ----------------------- |
| Перемога  | 1–0 | Чер 2019 | Antalya Open, Туреччина                   | ATP 250 | Трава      | Міомір Кецмановіч | 6–7(5–7), 7–6(7–5), 6–1 |
| Поразка   | 1–1 | Жов 2020 | Vienna Open, Австрія                      | ATP 500 | Тверде (i) | Андрій Рубльов    | 4–6, 4–6                |
| Перемога  | 2–1 | Кві 2021 | Sardegna Open, Італія                     | ATP 250 | Ґрунт      | Ласло Дьоре       | 2–6, 7–6(7–5), 6–4      |
| Поразка   | 2–2 | Чер 2021 | Eastbourne International, Велика Британія | ATP 250 | Трава      | Алекс де Мінор    | 6–4, 4–6, 6–7(5–7)      |
| Перемога  | 3–2 | Вер 2022 | Moselle Open, Франція                     | ATP 250 | Тверде (i) | Олександр Бублик  | 7–6(7–3), 6–2           |
| Перемога  | 4–2 | Сер 2024 | Winston-Salem Open, США                   | ATP 250 | Тверде     | Алекс Мікелсен    | 6–0, 6–3                |

### Парний розряд: 4 (2 титули, 2 поразки)
| Легенда                       |
| ----------------------------- |
| Турніри Великого шолома (0–0) |
| ATP Фінали (0–0)              |
| ATP Masters 1000 (0–1)        |
| ATP 500 (0–0)                 |
| ATP 250 (2–1)                 |

| Фінали за покриттям |
| ------------------- |
| Тверде (0–2)        |
| Ґрунт (2–0)         |
| Трава (0–0)         |

| Фінали за умовами |
| ----------------- |
| Під небом (2–1)   |
| У залі (0–0)      |

| Результат | В-П | Дата     | Турнір                           | Tier     | Покриття | Партнер          | Опоненти                       | Рахунок               |
| --------- | --- | -------- | -------------------------------- | -------- | -------- | ---------------- | ------------------------------ | --------------------- |
| Перемога  | 1–0 | Кві 2021 | Sardegna Open, Італія            | ATP 250  | Ґрунт    | Андреа Вавассорі | Сімоне Болеллі Андрес Мольтені | 6–3, 6–4              |
| Перемога  | 2–0 | Лип 2022 | Austrian Open Kitzbühel, Австрія | ATP 250  | Ґрунт    | Педро Мартінес   | Тім Пюц Майкл Вінус            | 5–7, 6–4, [10–8]      |
| Поразка   | 2–1 | Лют 2024 | Qatar ExxonMobil Open, Катар     | ATP 250  | Тверде   | Лоренцо Музетті  | Джеймі Маррей Michael Venus    | 6–7(0–7), 6–2, [8–10] |
| Поразка   | 2–2 | Сер 2025 | Мастерс Цинциннаті, США          | ATP 1000 | Тверде   | Лоренцо Музетті  | Нікола Мектич Ражів Рам        | 4–6, 6–3, [10–5]      |

## Фінали ATP Challenger та ITF Futures

### Одиночний розряд: 11 (6–5)
| Легенда               |
| --------------------- |
| Челленджери ATP (3–1) |
| ITF Futures (3–4)     |

| Фінали за поверхнею |
| ------------------- |
| Хард (0–0)          |
| Трава (0–0)         |
| Глина (5–4)         |
| Килим (1–1)         |

| Результат | Виграш–Програш | Дата             | Турнір              | Рівень     | Поверхня | Суперник                   | Рахунок            |
| --------- | -------------- | ---------------- | ------------------- | ---------- | -------- | -------------------------- | ------------------ |
| Поразка   | 0-1            | Травень 2015 р.  | Італія F11, Лекко   | Futures    | Глина    | Томмі Пол                  | 1–6, 4–6           |
| Перемога  | 1-1            | Вересень 2015 р. | Італія F26, Пула    | Futures    | Глина    | Даніель Альтмаєр           | 7–5, 6–4           |
| Перемога  | 2-1            | Жовтень 2015 р.  | Італія F32, Пула    | Futures    | Глина    | Джордж фон Массов          | 6–4, 6–1           |
| Поразка   | 2-2            | Листопад 2015 р. | Італія F33, Пула    | Futures    | Глина    | Джанлука Магер             | 3–6, 3–6           |
| Перемога  | 3-2            | Жовтень 2017 р.  | Італія F31, Пула    | Futures    | Глина    | Хав'єр Марті               | 6–3, 3–1, ret.     |
| Перемога  | 4-2            | Жовтень 2017 р.  | Ортізеї, Італія     | Challenger | Килим    | Тім Пютц                   | 6–4, 6–4           |
| Поразка   | 4-3            | Жовтень 2017 р.  | Ісманінг, Німеччина | Challenger | Килим    | Яннік Ганфманн             | 4–6, 6–3, 5–7      |
| Поразка   | 4-4            | Жовтень 2017 р.  | Італія F35, Пула    | Futures    | Глина    | Федеріко Гайо              | 6–7(4–7), 6–2, 0–6 |
| Поразка   | 4-5            | Листопад 2017 р. | Італія F36, Пула    | Futures    | Глина    | Томислав Бркич             | 5–7, 4–6           |
| Перемога  | 5-5            | Вересень 2018 р. | Ґенуя, Італія       | Challenger | Глина    | Дастін Браун               | 6–2, 6–1           |
| Перемога  | 6-5            | Вересень 2019 р. | Ґенуя, Італія       | Challenger | Глина    | Алехандро Давидович Фокіна | 6–2, 4–6, 7–6(8–6) |

## Рекорд проти інших гравців

### Виграш у 10 найкращих гравців
- Сонего має 3–7 (30.0%) рекордів проти гравців, які на момент проведення матчу входили до топ-10.

| Рік      | 2013 | 2014 | 2015 | 2016 | 2017 | 2018 | 2019 | 2020 | 2021 | Усього |
| -------- | ---- | ---- | ---- | ---- | ---- | ---- | ---- | ---- | ---- | ------ |
| Перемога | 0    | 0    | 0    | 0    | 0    | 0    | 0    | 1    | 2    | 3      |

| №        | Гравець        | Ранг | Подія                              | Поверхня | Rd | Рахунок                   | LS Місце |
| -------- | -------------- | ---- | ---------------------------------- | -------- | -- | ------------------------- | -------- |
| 2020 рік |                |      |                                    |          |    |                           |          |
| 1.       | Новак Джокович | 1    | Відкритий чемпіонат Відня, Австрія | Хард (i) | QF | 6–2, 6–1                  | 42       |
| 2021 рік |                |      |                                    |          |    |                           |          |
| 2.       | Домінік Тім    | 4    | Відкритий чемпіонат Італії, Італія | Глина    | 3R | 6–4, 6–7 (5–7), 7–6 (7–5) | 33       |
| 3.       | Андрій Рубльов | 7    | Відкритий чемпіонат Італії, Італія | Глина    | QF | 3–6, 6–4, 6 – 3           | 33       |

### Рекорд проти 10 найкращих гравців
Рекорд матчів Сонего проти гравців, які зайняли 10 місце у світі, з тими, хто був №1 напівжирним шрифтом. Враховуються лише матчі головного розіграшу туру ATP.
* Станом на 5 липня 2021.
- Жиль Сімон 1–0
- Пабло Карреньо Буста 1–1
- Новак Джокович 1–1
- Рішар Гаске 1–1
- Гаель Монфіс 1–1
- Андрій Рубльов 1–1
- Домінік Тім 1–1
- Фернандо Вердаско 1–1
- Карен Хачанов 1–2
- Давід Ґоффен 0–1
- Джон Ізнер 0–1
- Люка Пуй 0–1
- Дієго Шварцман 0–1
- Стефанос Ціціпас 0–1
- Александр Зверєв 0–1
- Роджер Федерер 0–2
- Жо-Вілфрід Тсонга 0–2